# کینتتسو ورلد اکسپرس
کینتتسو ورلد اکسپرس (انگلیسی: Kintetsu World Express) شرکت لجستیک ژاپنی است، که در سال ۱۹۷۰ تأسیس شد.